# Stazione di Saint-Denis
La stazione di Saint-Denis (in francese Gare de Saint-Denis) è una stazione ferroviaria situata a Saint-Denis lungo la ferrovia Parigi-Lilla. È anche capolinea della ferrovia per Dieppe.

## Storia
Fu inaugurata ufficialmente il 21 giugno 1846 dalla Compagnie des chemins de fer du Nord, quando iniziò a gestire la linea Parigi-Lille, che all'epoca andava fino a Ermont e poi a Saint-Ouen-l'Aumône, prima di diramarsi verso Creil lungo la valle dell'Oise.
Durante l'insurrezione della popolazione parigina nelle Giornate di giugno (1848), la stazione di Saint-Denis fu incendiata.

## Movimenti
La stazione di Saint-Denis è servita dalla Linea RER D e dalla linea H del Transilien.

## Interscambi
Nelle vicinanze della stazione effettuano fermata diverse linee di tram, autobus urbani ed interurbani.
- Fermata tram (linea T1, linea T8)
- Fermata autobus